# Les Jefferson
Les Jefferson (The Jeffersons en version originale) est le sixième épisode de la huitième saison de la série animée South Park, ainsi que le 117e épisode de l'émission.

## Résumé
Stan, Kyle, Cartman et Kenny rencontrent leurs nouveaux voisins : Michael Jefferson (qui est en fait Michael Jackson déguisé) et Blanket, qui porte en permanence un masque. M. Jefferson semble avoir beaucoup d'argent : il possède un grand nombre de bornes d'arcade dans son salon et un mini parc d'attraction dans son jardin.
Mais Kyle remarque rapidement que M. Jefferson néglige Blanket et décide de garder un œil sur lui. Peu après, les enfants proposent à tous leurs amis de venir chez M. Jefferson. Kyle se sent de plus en plus mal à l'aise vis-à-vis de Blanket car M. Jefferson se comporte lui-même comme un enfant, mais ne semble pas apte à en élever un. Quant à Cartman, il défend M. Jefferson en prétendant que celui-ci lui a dit qu'il était son meilleur ami.
Dans un même temps, la police de South Park continue sa recherche de personnes riches et noires pour tenter de les jeter en prison pour des délits qu'ils n'ont pas commis. Alors que le commissaire de South Park fait des recherches à propos du nouvel arrivé en ville, Michael Jefferson, il apprend qu'il est noir et riche. Il tente alors de trouver des informations dans le commissariat de l'ancienne ville de M. Jefferson et apprend alors qu'on l'a accusé de pédophilie. Il tente alors de faire la même chose, étant donné qu'il ne supporte pas de voir des noirs riches. Mais les policiers se doivent de compromettre leur propre plan car après que les gendarmes arrivent à la demeure des Jeffersons, le commissaire se rend alors compte que Michael est en fait blanc (après des opérations de chirurgie, il a réussi à devenir blanc) avant d'entamer un travail de réflexion pour savoir pourquoi la police des États-Unis persécutaient les noirs et prend alors en exemple O. J. Simpson.    

## Mort de Kenny
M. Jefferson joue avec Kenny déguisé en Blanket : il l'envoie au plafond et on voit couler son sang.